# Орти (Ровиго)
Орти (итал. Orti) је насеље у Италији у округу Ровиго, региону Венето.
Према процени из 2011. у насељу је живело 40 становника. Насеље се налази на надморској висини од 7 м.